# Thierry Maset
 (août 2017).
Si vous disposez d'ouvrages ou d'articles de référence ou si vous connaissez des sites web de qualité traitant du thème abordé ici, merci de compléter l'article en donnant les références utiles à sa vérifiabilité et en les liant à la section « Notes et références ».
Pas d'image ? Cliquez ici

a Compétitions nationales et continentales officielles uniquement.

b Matchs officiels uniquement.
Thierry Maset, né le 28 octobre 1962, est un joueur français de rugby à XV qui évoluait au poste de troisième ligne aile. International de l'équipe de France S, J, U, B et A' et de l'équipe d'Italie B, il est considéré comme un des meilleurs troisième ligne aile de sa génération[réf. nécessaire]. Il a gagné trois fois le bouclier de Brennus.

## Biographie
Thierry Maset est retenu à trois reprises pour jouer avec les Barbarians français. La première fois en 1986 pour affronter la Nouvelle-Zélande. La seconde fois, pour jouer contre les Fidji en 1989. Et la dernière fois contre les All Blacks de nouveau en 1990.

## Clubs successifs

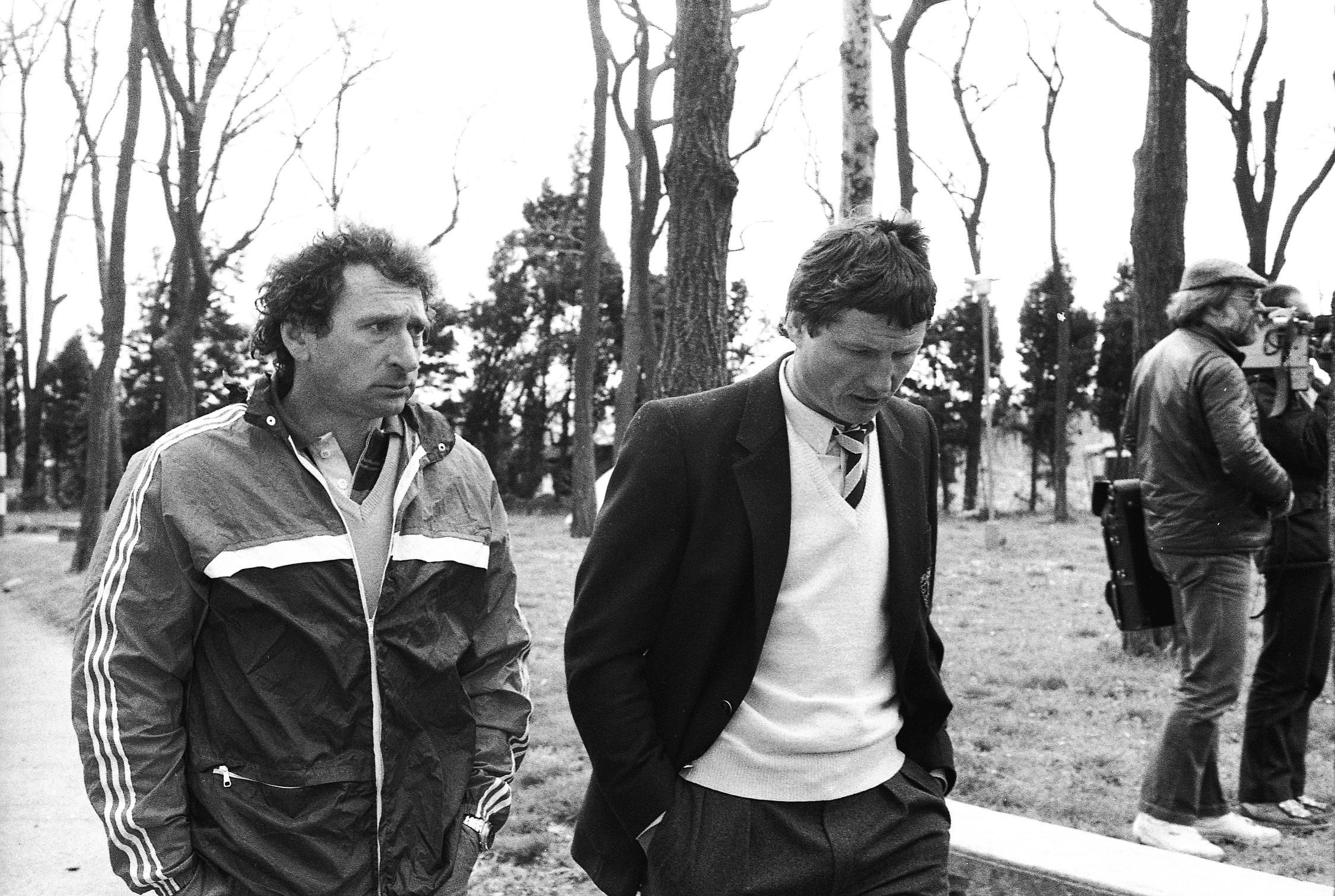
Pierre Villepreux et Jean-Claude Skrela, sont les entraîneurs de Thierry Maset de 1983 à 1989.

- Union sportive carmausine : 1980-1981
- Stade toulousain : 1981-1990
- Benetton Rugby Trévise : 1990-1991
- Stade toulousain : 1991-1993
- Sporting club albigeois : 1993-1995

## Palmarès
Avec le Stade toulousain
- Championnat de France de première division :
  - Champion (3) : 1985, 1986 et 1989
- Coupe de France : 
  - Vainqueur (1) : 1984
  - Finaliste (1) : 1985
- Challenge Yves du Manoir :
  - Vainqueur (2) : 1988 et 1993
  - Finaliste (1) : 1984

Avec Trévise
- Championnat d'Italie de première division :
  - Vice-champion : 1991

## Sélection nationale
- France S, J, U, B et A'
- Italie B : 3 sélections
- Barbarians français : 3 sélections